# Hoy-Hoy!
Albums de Little Feat
Down on the Farm
(1979) Let It Roll
(1988)
Hoy-Hoy! est une compilation de Little Feat, sortie en juillet 1981.
Cet opus, publié deux ans après la séparation du groupe et la mort de son fondateur, Lowell George, comprend des versions alternatives et des enregistrements live de Little Feat, ainsi que cinq pistes inédites : 
- Lonesome Whistle, une reprise de (I Heard That) Lonesome Whistle d'Hank Williams,
- Gringo, un titre de Bill Payne sur lequel on retrouve David Sanborn au saxophone et Nicolette Larson dans les chœurs,
- Over the Edge, une piste de Paul Barrere composée en 1981 pour un film réalisé par son frère,
- Framed, une chanson écrite par Jerry Leiber et Mike Stoller,
- China White, une démo de Lowell George, datant des années 1970, avec en featuring Jim Keltner (batterie), David Foster (piano) et Fred Tackett (guitare) qui rejoindra le groupe lors de sa reformation en 1988.

L'album s'est classé 39e au Billboard 200.

## Liste des titres
| 1. | Rocket in My Pocket    | Lowell George         | 0:51 |
| 2. | Rock 'n' Roll Doctor   | George, Fred Martin   | 3:12 |
| 3. | Skin it Back (live)    | Paul Barrere          | 4:42 |
| 4. | Easy to Slip           | George                | 3:20 |
| 5. | Red Streamliner (live) | Bill Payne, Fran Tate | 4:59 |

| 1. | Lonesome Whistle | Hank Williams, Jimmie Davis | 3:29 |
| 2. | Front Page News  | Payne, George               | 4:50 |
| 3. | The Fan (live)   | Payne, George               | 6:15 |
| 4. | Forty-Four Blues | Chester Burnett             | 3:17 |

| 1. | Teenage Nervous Breakdown           | George                     | 1:26 |
| 2. | Teenage Nervous Breakdown (live)    | George                     | 4:04 |
| 3. | Framed                              | Jerry Leiber, Mike Stoller | 2:44 |
| 4. | Strawberry Flats                    | Payne, George              | 2:21 |
| 5. | Gringo (featuring Nicolette Larson) | Payne                      | 6:32 |

| 1. | Over the Edge                                        | Barrere                 | 4:19 |
| 2. | Two Trains (live)                                    | George                  | 3:20 |
| 3. | China White                                          | George                  | 3:14 |
| 4. | All That You Dream (live) (featuring Linda Ronstadt) | Barrere, Payne          | 4:48 |
| 5. | Feats Don't Fail Me Now (live)                       | Barrere, George, Martin | 1:51 |